# Limont-Fontaine
Limont-Fontaine é uma comuna francesa na região administrativa de Altos da França, no departamento do Norte. Estende-se por uma área de 6.78 km². Em 2010 a comuna tinha 564 habitantes (densidade: 83,2 hab./km²).